# Dru Berrymore
Dru Berrymore (ur. 11 sierpnia 1969 w Berlinie Zachodnim) – niemiecka aktorka pornograficzna, okazjonalnie również reżyserka.

## Życiorys

### Wczesne lata
Urodziła się w Berlinie Zachodnim. W 1989, w wieku dwudziestu lat przeniosła się do Stanów Zjednoczonych, gdzie początkowo zajmowała się scenografią, a także uczestniczyła w walkach erotycznego wrestlingu i tańczyła w klubie nocnym dla dorosłych. Od początku lat 90. zaczęła posługiwać się pseudonimem artystycznym Dru Berrymore, który nawiązywał do imienia i nazwiska słynnej amerykańskiej aktorki Drew Barrymore.

### Kariera
W 1994, mając 25 lat debiutowała przed kamerami w filmie Star Maker Video Dungeon Brats.
Była również obecna na ekranie jako cameo w filmach fabularnych. W filmie sensacyjnym Renny’ego Harlina Szklana pułapka 2 (Die Hard 2: Die Harder, 1990) z Bruce’em Willisem wystąpiła w roli sekretarki kapitana Carmine Lorenzo (Dennis Franz). W dramacie kryminalnym science-fiction Kathryn Bigelow Dziwne dni (Strange Days, 1996) z Ralphem Fiennesem, Angelą Bassett i Juliette Lewis pojawiła się jako naćpana dziewczyna. W dreszczowcu Davida Lyncha Zagubiona autostrada (Lost Highway, 1997) z Billem Pullmanem i Patricią Arquette można ją było dostrzec jako blondynkę na schodach.
Wystąpiła w filmie Vidéo Marc Dorcel Punkt Q (Le Point Q, 2000) jako Sylvia z Christophe Clarkiem i Daniellą Rush oraz trzech odcinkach parodii porno serialu Słoneczny patrol – Multi Media Verlag Babewatch 5, 6, 9 (2000) u boku Horsta Barona, Steve’a Holmesa i Titusa Steela. Zagrała postać Misty w jednym z odcinków serii Sexy Urban Legends – pt.: „Sleeping with Strangers” (segment „Good Will”, 2001), a także wzięła udział w filmie Private Media Group Private Black Label 33: Amsterdam Sex Games (2004) z Mickiem Blue.
Była też reżyserką dwóch filmów: Ribu Video Kühles Leder ... starke Ketten ... & dominante Huren (2000) ze Steve’em Holmesem i Notorious Anal Adventure (2001).
Przełomowym rokiem dla niej stał się 2004, kiedy zdobyła aż trzy nagrody AVN Award w kategoriach: „Najlepsza aktorka drugoplanowa”, „Najlepsza scena seksu grupowego” i „Najlepsza scena seksu samych dziewczyn w filmie”.
W jednym z odcinków serialu Sex Games Vegas –  pt.: „Hands On” (2006) wystąpiła jako Roselyn Peabody Walters.
W Niemczech gościła w cotygodniowym programie telewizyjnym Wa(h)re Liebe na kanale VOX.
28 sierpnia 2000 wyszła za mąż za amerykańskiego aktora porno Rafe. Jednak 13 grudnia 2003 doszło do rozwodu.

## Nagrody i nominacje
| Rok  | Nagroda   | Kategoria                                       | Film                     | Inni wykonawcy                                                                              | Rezultat  |
| ---- | --------- | ----------------------------------------------- | ------------------------ | ------------------------------------------------------------------------------------------- | --------- |
| 2004 | AVN Award | Najlepsza aktorka drugoplanowa w filmie         | Heart of Darkness (2003) | –                                                                                           | Wygrana   |
| 2004 | AVN Award | Najlepsza scena seksu oralnego w filmie         | Heart of Darkness (2003) | Randy Spears                                                                                | Nominacja |
| 2004 | AVN Award | Najlepsza scena seksu samych dziewczyn w filmie | Snakeskin (2004)         | Teanna Kai                                                                                  | Wygrana   |
| 2004 | AVN Award | Najlepsza scena seksu grupowego w filmie        | Looking In (2003)        | Ann Marie Rios, Taylor St. Clair, Savanna Samson, Steven St. Croix, Dale DaBone i Mickey G. | Wygrana   |